# روبن مارتینز (بازیکن فوتبال، زاده ۱۹۸۹)
روبن مارتینز (انگلیسی: Rubén Martínez؛ زادهٔ ۸ دسامبر ۱۹۸۹) بازیکن فوتبال است.